# Nørre Kongerslev Sogn
Nørre Kongerslev Sogn er et sogn i Aalborg Østre Provsti (Aalborg Stift).
I 1800-tallet var Nørre Kongerslev Sogn og Komdrup Sogn annekser til Sønder Kongerslev Sogn. Alle 3 sogne hørte til Hellum Herred i Ålborg Amt. Sønder Kongerslev-Nørre Kongerslev-Komdrup sognekommune blev ved kommunalreformen i 1970 indlemmet i Sejlflod Kommune, der ved strukturreformen i 2007 indgik i Aalborg Kommune.
I Nørre Kongerslev Sogn ligger Nørre Kongerslev Kirke.
I sognet findes følgende autoriserede stednavne:
- Hestholmen (bebyggelse)
- Nørre Kongerslev (bebyggelse, ejerlav)
- Regel (bebyggelse)
- Sigsgårdsmark (bebyggelse)
- Vestergårde (bebyggelse)
- Vesterkær (bebyggelse)
- Vibeengene (areal)
- Østergårde (bebyggelse)
- Østerkær (bebyggelse)